# Bezirk Chepigana
Chepigana ist ein Bezirk (distrito) der Provinz Darién in Panama. Die Einwohnerzahl betrug laut Volkszählung 2023 12.983.
Am 14. Juli 2017 verfügte die Nationalversammlung die Trennung von sieben Corregimientos aus dem Bezirk Chepigana, um den Bezirk Santa Fe zu schaffen, der 2018 in Kraft trat.

## Gliederung
Der Bezirk Chepigana ist administrativ in folgende Corregimientos unterteilt:
- La Palma
- Camogantí
- Chepigana
- Garachiné
- Jaqué
- Puerto Piña
- Sambú
- Setegantí
- Taimatí
- Tucutí